# نادي الترجي (السيدات)
نادي الترجي لكرة القدم للسيدات، المعروف أيضًا باسم سيدات الترجي، هو القسم المحترف لكرة القدم النسائية في نادي الترجي، ومقره القطيف. يلعب النادي في الدوري الممتاز، أعلى دوري لكرة القدم النسائية في السعودية.

## التاريخ

### فريق الواحة
تأسس فريق الواحة لكرة القدم النسائية عام 2019 كأول فريق نسائي في منطقة القطيف. سُجّل الفريق رسميًا في يناير 2021، وضم أكثر من 30 لاعبة هاوية للمشاركة في البطولة الوطنية السعودية في أكتوبر من نفس العام، وإبراز مواهب منطقة واحة الأحساء في كرة القدم النسائية.

### الترجي
استحوذ نادي الترجي على الفريق في سبتمبر 2022، ليشارك بعدها في النسخة الأولى من الدوري السعودي الدرجة الأولى للسيدات. احتل الفريق القادم من المنطقة الشرقية المركز الثالث في مجموعته الخامسة برصيد 10 نقاط (3 انتصارات وتعادل وخسارتان)، فلم يتأهل إلى التصفيات.
في موسم 2023-24، عزز الفريق صفوفه بلاعبات دوليات وتعاقد مع المدرب البحريني عيسى العيناوي. تصدر الفريق مجموعته بثمانية انتصارات، مسجلاً 99 هدفًا، وتأهل إلى التصفيات.
صعد الفريق إلى الدوري السعودي الممتاز للسيدات عام 2024 بعد بلوغه نهائي التصفيات في دوري الدرجة الأولى.

## اللاعبات

### التشكيلة الحالية
آخر تحديث 12 أكتوبر 2024. 
ملاحظة: تشير الأعلام إلى المنتخب الوطني على النحو المحدد في قواعد الأهلية للفيفا. قد يحمل اللاعبون أكثر من جنسية واحدة غير تابعة للفيفا.
| الرقم | البلد                       | المركز | اللاعب           |
| ----- | --------------------------- | ------ | ---------------- |
| 2     | تونس                        | وسط    | ذكرى محفوظ       |
| 4     | السعودية                    | مدافع  | فاطمة السادة     |
| 5     | تونس                        | وسط    | وافية مسعود      |
| 6     | السعودية                    | وسط    | نادين الفارس     |
| 7     | السعودية                    | مهاجم  | جود بلحارث       |
| 8     | السعودية                    | وسط    | جنى العسكر       |
| 9     | السعودية                    | وسط    | جنى الحبيب       |
| 10    | السعودية                    | وسط    | بيان فلمبان      |
| 11    | السعودية                    | مهاجم  | شيخة العسيري     |
| 12    | السعودية                    | مدافع  | طيف عوض          |
| 13    | السعودية                    | وسط    | ميمونة خياط      |
| 14    | السعودية                    | مدافع  | فاطمة السنان     |
| 15    | السعودية                    | مدافع  | سارة السهلي      |
| 16    | السعودية                    | مدافع  | رانيا الغامدي    |
| 17    | البحرين                     | مهاجم  | هاجر الأنصاري    |
| 19    | السعودية                    | مدافع  | زينب الحميدي     |
| 20    | جمهورية الكونغو الديمقراطية | مهاجم  | غريس مفوامبا     |
| 22    | البرازيل                    | حارس   | مايارا غونسالفيس |

| الرقم | البلد    | المركز | اللاعب        |
| ----- | -------- | ------ | ------------- |
| 24    | السعودية | وسط    | دانة المرهون  |
| 29    | السعودية | مدافع  | الصدوف سهيل   |
| 30    | السعودية | وسط    | طيف السرواني  |
| 90    | السعودية | وسط    | حوراء المطيلق |
| 99    | السعودية | وسط    | عائشة الجمعان |
|       | السعودية | حارس   | زهراء السيف   |
|       | السعودية | حارس   | هداية الحربي  |
|       | السعودية | مدافع  | لارا الفرج    |
|       | السعودية | مدافع  | خولة العتوق   |
|       | السعودية | مدافع  | خلود الدحيم   |
|       | السعودية | وسط    | رباب السادة   |
|       | السعودية | مهاجم  | إسراء العوامي |
|       | السعودية | مهاجم  | نور أبو الحسن |
|       | السعودية | وسط    | بتول الناصر   |
|       | السعودية | وسط    | فاطمة الإخوان |
|       | السعودية | وسط    | شهد المطروق   |
|       | الهند    | وسط    | سوميا ريدي    |

## المواسم الأخيرة
| الموسم  | القسم              | المركز             | لعب | فاز | تعادل | خسر | له  | عليه | النقاط | الكأس | ملاحظات                |
| ------- | ------------------ | ------------------ | --- | --- | ----- | --- | --- | ---- | ------ | ----- | ---------------------- |
| 2022–23 | دوري الدرجة الأولى | المجموعة 5: 3 من 4 | 6   | 3   | 1     | 2   | 18  | 10   | 10     | N/A   |                        |
| 2023–24 | دوري الدرجة الأولى | النهائي: 2 من 26   | 11  | 10  | 1     | 0   | 109 | 5    | 31     | N/A   | صعد إلى الدوري الممتاز |

## الإنجازات
- الدوري السعودي الدرجة الأولى للسيدات:
  - الوصيف: 2023–24

## وصلات خارجية
- AltarajiLadies على تويتر.
- نادي الترجي على إنستغرام